# 索赫拉卜·莫拉迪
索赫拉卜·莫拉迪（波斯語：‎，1988年9月22日—），伊朗男子举重运动员，2016年夏季奥运会男子94公斤级金牌得主、2017年世界举重锦标赛男子94公斤级金牌得主、2018年世界举重锦标赛男子96公斤级金牌得主。